# ملک‌آباد (بیرجند)
ملک‌آباد یک منطقهٔ مسکونی در ایران است که در دهستان باقران واقع شده‌است. ملک‌آباد ۹۸ نفر جمعیت دارد.